# Kapitalbedarf
Kapitalbedarf (oder Kapitalnachfrage) ist in der Betriebswirtschaftslehre der Bedarf der Wirtschaftssubjekte am Produktionsfaktor Kapital für Investitionen oder für die Aufrechterhaltung der Liquidität. Pendant ist das Kapitalangebot.

## Allgemeines
Dem Kapitalbedarf kommt im Rahmen der betrieblichen Finanzwirtschaft eine zentrale Bedeutung zu. Kapital in Form von Eigen- und Fremdkapital ist für jedes Unternehmen erforderlich, damit es seinen Betriebszweck und seine Unternehmensziele erfüllen kann. Während der Betriebszweck etwa in der Herstellung von Gütern oder der Erbringung von Dienstleistungen und deren Vertrieb bestehen kann, ist mit dem Formalziel die Gewinnerzielungsabsicht oder Gewinnmaximierung verbunden. Auch öffentliche Unternehmen/Kommunalunternehmen benötigen Kapital, wobei ihr Formalziel eher die Wirtschaftlichkeit ist. Kapitalbedarf entsteht funktional, wenn im Unternehmen Investitionen in Anlage- oder Umlaufvermögen vorgenommen werden sollen und liquiditätsmäßig, wenn ein asynchroner Verlauf zwischen Auszahlungen und Einzahlungen besteht.

## Determinanten des Kapitalbedarfs
Die Erkenntnis der zeitlich gegeneinander verschobenen Ein- und Auszahlungsreihen als Entstehungsgrundlage geht bereits auf Erich Gutenberg zurück, der zur Analyse des Kapitalbedarfs ein analytisches Instrumentarium entwickelte. Gutenberg definierte 1938 den Kapitalbedarf als „Summe der geldlichen Mittel, die ein Unternehmen zur Durchführung eines bestimmten Vorhabens benötigt.“ Der Kapitalbedarf einer Unternehmung hängt nach Gutenberg von folgenden Hauptdeterminanten ab:
- Prozessanordnung (Anordnung des Produktionsprozesses),
- Prozessgeschwindigkeit (Geschwindigkeit des Produktionsprozesses; Durchlaufzeit),
- Beschäftigung und deren Schwankungen,
- Produktionsprogramm und seine Veränderungen,
- Betriebsgröße und ihre Änderungen,
- Preisniveau und seine Änderungen.

Er unterstellte ein konstantes Preisniveau und unterzog die übrigen 5 Determinanten einer genauen Analyse.
Je nachdem, wo die Bestimmungsfaktoren des Kapitalbedarfs auftreten, gibt es betriebsinterne und externe Bestimmungsfaktoren.
- Interne Bestimmungsfaktoren: Die internen Bestimmungsfaktoren, aus denen Kapitalbedarf resultieren kann, resultieren aus Entscheidungen über Unternehmensgegenstand, Unternehmensziel, Rechtsform, Betriebsgröße, Standortfaktor, Produktionsprozesse und Technologie.
- Externe Bestimmungsfaktoren: Zu den externen Bestimmungsfaktoren gehören Struktur und Preisniveau der Beschaffungsmärkte, Absatzmärkte, Zinsniveau auf den Geld- und Kapitalmärkten und Veränderungen der Produktionstechnologien.

## Arten
Der erste Kapitalbedarf entsteht anlässlich der Unternehmensgründung. Das Gründungskapital wird Eigenkapital sein, weil bei Kapitalgesellschaften ein gesetzliches Mindestkapital (Stammkapital bei der GmbH, Grundkapital bei der AG) als gezeichnetes Kapital vorhanden sein muss und bei der Eintragung der Gesellschaft im Handelsregister dem Registergericht nachzuweisen ist. Hiermit finanzieren die Gesellschafter das erste Gesellschaftsvermögen, das meist aus der Betriebs- und Geschäftsausstattung besteht; das Kapital für den Aufbau und die Ingangsetzung des Betriebes dient vorwiegend also der Finanzierung des Anlagevermögens. Statt dieser Bareinlage sind die Kapitaleinlagen auch unter bestimmten Voraussetzungen als Sacheinlagen möglich. Für Personengesellschaften ist hingegen kein Mindestkapital vorgesehen, da mindestens eine natürliche Person als persönlich haftender Gesellschafter für die Schulden der Gesellschaft mit seinem Privatvermögen haftet.
Während der laufenden Geschäftstätigkeit der Unternehmen entsteht operativer Kapitalbedarf, der neben der Eigenfinanzierung auch aus Fremdfinanzierung bestehen kann. Dieser teilt sich auf in den Anlage- und Umlaufkapitalbedarf, je nachdem, ob Investitionen im Anlage- oder Umlaufvermögen erfolgen sollen.

### Anlagekapitalbedarf
Die Höhe des Kapitalbedarfs richtet sich – neben der gewählten Rechtsform – auch nach der geplanten Betriebsgröße eines Unternehmens. Großunternehmen und anlageintensive Betriebe haben einen hohen Anlagekapitalbedarf, Kleinbetriebe einen vergleichsweise geringeren. Der Anlagekapitalbedarf dient konkret der Finanzierung von Grundstücken, grundstücksgleichen Rechten, Betriebsgebäuden, Unternehmenskäufen, Beteiligungen und der Finanzierung von Maschinen. Auch Wartung, Reparatur und Ersatzinvestitionen lösen Anlagekapitalbedarf aus. Durch im Cashflow freigesetzte Abschreibungen kann ein Teil des Anlagekapitalbedarfs innenfinanziert werden. Von besonderer Bedeutung ist im Anlagevermögen der Kapitalumschlag, weil sich das Anlagevermögen nur sehr langsam umsetzt. Der Zeitpunkt der Ausgabe (Anschaffung) und der Zeitpunkt der Einnahme (Rückfluss der Abschreibungsbeträge durch die Erlöse der verkauften Produkte) liegen zeitlich weit auseinander, so dass der Kapitalumschlag minimal ist.

### Umlaufkapitalbedarf
Die Ermittlung des Umlaufkapitalbedarfs ist schwieriger als beim Anlagekapitalbedarf, da er von der Umschlagshäufigkeit der hergestellten Produkte oder erbrachten Dienstleistungen abhängt. Diese beginnt mit dem zu finanzierenden Erwerb und der anschließenden Lagerdauer von Roh-, Hilfs- und Betriebsstoffen für den Produktionsprozess und endet mit der Lagerdauer der Fertigerzeugnisse. Durch deren Verkauf entstehen Umsatzerlöse, die im Rahmen der Selbstfinanzierung einen Teil des operativen Kapitalbedarfs decken können. Bauunternehmen oder der Anlagenbau haben wegen ihrer langen Produktionsdauer besonders geringe Umschlagshäufigkeit und weisen deshalb einen besonders hohen produktionsbedingten Kapitalbedarf auf, den sie typischerweise ganz oder teilweise durch Kundenkredite (Vorauszahlungen, Anzahlungen, Abschlagszahlungen) finanzieren. Entsprechend geringer fällt der Kapitalbedarf bei Unternehmen mit hoher Umschlagshäufigkeit (Lebensmitteleinzelhandel, Just-in-time-Produktion) aus. Je schneller und je öfter das im Unternehmen gebundene Kapital durch Umsatzerlöse wieder zurückfließt, umso geringer ist der Kapitalbedarf.

## Kapitalbedarfsrechnung
Der Kapitalbedarf wird in der Kapitalbedarfsrechnung ermittelt. Hierin ist zunächst zwischen dem Bruttokapitalbedarf und dem Nettokapitalbedarf zu unterscheiden. Während der Bruttokapitalbedarf den gesamten Kapitalbedarf ohne Rücksicht auf vorhandene Deckung widerspiegelt, ist im Nettokapitalbedarf die vorhandene Finanzierung berücksichtigt. Die folgende Tabelle ermittelt den Kapitalbedarf im Umlaufvermögen, das nur aus zwei Bilanzpositionen besteht (Beträge in Tausend Euro):
| Bilanzposition                            | Umsatzprozess | Verweildauer in Tagen | Verweildauer in Jahren | Kapitalbedarf |
| ----------------------------------------- | ------------- | --------------------- | ---------------------- | ------------- |
| Vorräte (Roh-, Hilfs- und Betriebsstoffe) | 100           | 219                   | 0,6                    | 60            |
| + Kundenforderungen                       | 210           | 26                    | 0,07                   | 14,7          |
| = Bruttokapitalbedarf Umlaufvermögen      |               |                       |                        | 74,7          |
| - Lieferantenverbindlichkeiten            | 100           | 91                    | 0,25                   | 25            |
| = Nettokapitalbedarf Umlaufvermögen       |               |                       |                        | 49,7          |

Der Nettokapitalbedarf von 49.700 Euro ist noch ungedeckt und muss als Umlaufkapitalbedarf noch finanziert werden.

## Kennzahlen
Den Zusammenhang zwischen Kapitalbedarf, Kapitalumschlagshäufigkeit und Kapitalbindung verdeutlichen zwei betriebswirtschaftliche Kennzahlen. Der Kapitalbedarf ergibt sich aus dem Quotienten von Umsatzerlösen und Umschlagshäufigkeit: Er besitzt deshalb nicht nur eine betragliche (Höhe des Kapitalbedarfs), sondern auch eine zeitliche Dimension (Dauer der Bindung des Kapitals):
{\displaystyle {\text{Kapitalbedarf}}={\frac {\text{Umsatzerlöse}}{\text{Umschlagshäufigkeit}}}}
Je höher die Umsatzerlöse bei gegebener Umschlagshäufigkeit sind, umso geringer fällt der Nettokapitalbedarf aus und umgekehrt. Ein langer Kapitalumschlag wiederum führt bei gegebenen Umsatzerlösen zu einem höheren Nettokapitalbedarf und umgekehrt. Zwischen dem Kapitalbedarf, der Kapitalbindung und der Kapitalfreisetzung besteht eine summarische Beziehung:
{\displaystyle {\text{Kapitalbedarf durch Außenfinanzierung}}={{\text{Kapitalbindung}}>{\text{Kapitalfreisetzung}}}}
Ein Kapitalbedarf durch Außenfinanzierung kann nur entstehen, wenn die Kapitalbindung die Kapitalfreisetzung übersteigt.

## Kapitalbedarfsplan
Die Kapitalbedarfsplanung ist ein Bestandteil der langfristigen Finanzplanung, der Kapitalbedarfsplan (Investitionsfinanzierungsplan) ist entsprechend ein Teilplan des Finanzplans eines Unternehmens. Er enthält im Gegensatz zum Liquiditätsplan mittel- und langfristige Planungsgrundlagen für die Deckung des Kapitalbedarfs beabsichtigter Investitionen in der laufenden und für zukünftige Perioden. Dem Kapitalbedarfsplan liegt deshalb regelmäßig die Investitionsplanung zugrunde. Wegen des engen Zusammenhangs berücksichtigt er auch die Kapitalbindungsdauer. Bei einer aktiven Kapitalbedarfsplanung kann die finanzielle Sphäre zum Engpassfaktor werden (etwa bei Existenzgründern, die kaum oder gar nicht auf Bankkredite zurückgreifen können oder bei Kreditklemmen), während passive Kapitalbedarfsplanung die Finanzierungsanforderungen für anstehende Investitionen erfüllen sollen. Hierbei wird der finanzielle Sektor nicht zum Engpass. Die Kapitalbedarfsplanung sorgt als Nebenbedingung auch für die Liquiditätssicherung, da Einzahlungen und Auszahlungen harmonisiert werden.

## Volkswirtschaftslehre
In der Volkswirtschaftslehre wird der Kapitalbedarf als Kapitalnachfrage bezeichnet, die auf dem Kapitalmarkt auf das Kapitalangebot trifft. Das Kapitalangebot stammt von Anlegern, die bereit sind, ihr Kapital langfristig zwecks Geldvermögensbildung zur Verfügung zu stellen. Das sind einerseits diejenigen Anleger, die von vorneherein hierzu bereit waren (Sparer), und andererseits die Anleger, denen der Geldmarktzins auf dem Geldmarkt zu niedrig erscheint. Bei letzteren wirkt sich ihre Anlageentscheidung negativ auf das Geldangebot auf dem Geldmarkt und erhöhend auf das Kapitalangebot auf dem Kapitalmarkt aus. Steigt das Kapitalangebot bei gegebener Kapitalnachfrage, sinkt der Kapitalmarktzins und umgekehrt. Die Höhe des Kapitalmarktzinses ist einerseits ein Signal für die Knappheit, andererseits auch stets ein Risikomaß für das mit der Kapitalüberlassung verbundene Kreditrisiko. Stammt das Kapitalangebot aus dem Ausland, spricht man vom Kapitalimport.
Als Kapitalnachfrager kommen die öffentliche Hand (Kommunalanleihen, Kommunalobligationen), die Privatwirtschaft (Industrie: Investitionskredite; Immobilienwirtschaft: Wohnungsbau, Gewerbeimmobilien) und Privathaushalte (Immobilienfinanzierung) in Betracht. Kapitalnachfrager werden nur dann investieren, wenn die Grenzleistungsfähigkeit des Kapitals den aktuellen Marktzins übersteigt. Steigt der Kapitalmarktzins über die Grenzleistungsfähigkeit des Kapitals, sinkt die Kapitalnachfrage und umgekehrt. Steigt die Kapitalnachfrage bei gegebenem Kapitalangebot, steigt auch der Kapitalmarktzins und umgekehrt. Ausländische Kapitalnachfrage führt zum Kapitalexport.